# Universíada de Verão de 1970
A VII Universíada de Verão foi realizada em Turim, Itália entre 26 de agosto e 9 de setembro de 1970.
A edição seria organizada por Lisboa em 1969. No entanto, apenas oito meses antes do evento, o governo português (então sob o regime de Salazar) vetou a sua realização. Em uma situação inédita, nenhum país poderia assumir a organização do evento no mesmo ano e, então, a Itália se prontificou a organizar evento um ano depois, em Turim, que possuia a experiência de ter sediado a primeira edição.

## Medalhas
O Quadro de medalhas é uma lista que classifica as Federações Nacionais de Esportes Universitários (NUSF) de acordo com o número de medalhas conquistadas. O país em destaque é o anfitrião.
| Ordem                                                 | País                   | Medalha de ouro | Medalha de prata | Medalha de bronze |    |
| ----------------------------------------------------- | ---------------------- | --------------- | ---------------- | ----------------- | -- |
| 1                                                     | URS União Soviética    | 26              | 17               | 15                | 58 |
| 2                                                     | USA Estados Unidos     | 22              | 18               | 11                | 51 |
| 3                                                     | GDR Alemanha Oriental  | 8               | 3                | 4                 | 15 |
| 4                                                     | ITA Itália             | 4               | 4                | 7                 | 15 |
| 5                                                     | JPN Japão              | 3               | 7                | 5                 | 15 |
| 6                                                     | HUN Hungria            | 3               | 6                | 6                 | 15 |
| 7                                                     | FRG Alemanha Ocidental | 3               | 6                | 4                 | 13 |
| 8                                                     | GBR Grã-Bretanha       | 3               | 4                | 7                 | 14 |
| 9                                                     | POL Polônia            | 3               | 1                | 5                 | 9  |
| 10                                                    | YUG Iugoslávia         | 3               | 1                | 1                 | 5  |
| Os demais países lusófonos não conquistaram medalhas. |                        |                 |                  |                   |    |

## Modalidades
Essas foram as modalidades disputadas. Os números entre parênteses representam o número de eventos de cada modalidade:

### Obrigatórias
As modalidades obrigatórias são determinadas pela Federação Internacional do Esporte Universitário (FISU) e, salvo alteração feita na Assembléia Geral da FISU, valem para todas as Universíadas de Verão.
| - Atletismo (33) - Esgrima (8) | - Ginástica artística (4) - Natação (22) - Polo aquático (1) | - Saltos ornamentais (4) - Tênis (5) - Voleibol (2) |

### Opcional
Não houve modalidades opcionais nesta edição.